# Javier Frana
Javier Alberto Frana Maggi, né le 25 décembre 1966 à Rafaela, est un ancien joueur de tennis professionnel argentin.
Il a obtenu son meilleur classement en simple le 24 juillet 1995 en devenant 30e joueur mondial.
Il est aujourd'hui consultant pour ESPN Latin America.

## Parcours dans les tournois duGrand Chelem

### En simple
| Année | Open d'Australie | Open d'Australie | Internationaux de France | Internationaux de France | Wimbledon       | Wimbledon        | US Open         | US Open    |
| ----- | ---------------- | ---------------- | ------------------------ | ------------------------ | --------------- | ---------------- | --------------- | ---------- |
| 1987  | 3e tour (1/16)   | R. Seguso        | —                        | —                        | —               | —                | —               | —          |
| 1988  | —                | —                | —                        | —                        | 2e tour (1/32)  | P. Cash          | 1er tour (1/64) | H. Leconte |
| 1989  | —                | —                | —                        | —                        | 2e tour (1/32)  | A. Krickstein    | 1er tour (1/64) | S. Edberg  |
| 1990  | —                | —                | —                        | —                        | —               | —                | —               | —          |
| 1991  | 1er tour (1/64)  | S. Doseděl       | —                        | —                        | 3e tour (1/16)  | K. Nováček       | 2e tour (1/32)  | M. Larsson |
| 1992  | 1er tour (1/64)  | C. Pioline       | 1er tour (1/64)          | A. Agassi                | 1er tour (1/64) | M. Larsson       | 1er tour (1/64) | M. Damm    |
| 1993  | —                | —                | 1er tour (1/64)          | T. Carbonell             | 3e tour (1/16)  | R. Matuszewski   | —               | —          |
| 1994  | —                | —                | 1/8 de finale            | A. Berasategui           | 3e tour (1/16)  | Bo. Becker       | 1/8 de finale   | K. Nováček |
| 1995  | —                | —                | 1er tour (1/64)          | Bo. Becker               | 3e tour (1/16)  | S. Matsuoka      | 1er tour (1/64) | J. Yzaga   |
| 1996  | 2e tour (1/32)   | T. Muster        | 1er tour (1/64)          | C. Pioline               | 1er tour (1/64) | M. Philippoussis | 1er tour (1/64) | T. Muster  |
| 1997  | 2e tour (1/32)   | W. Ferreira      | 1er tour (1/64)          | F. Meligeni              | 2e tour (1/32)  | C. Pioline       | —               | —          |

N.B. : à droite du résultat se trouve le nom de l'ultime adversaire.

### En double
| Année | Open d'Australie            | Open d'Australie         | Internationaux de France    | Internationaux de France   | Wimbledon                      | Wimbledon               | US Open                    | US Open                  |
| ----- | --------------------------- | ------------------------ | --------------------------- | -------------------------- | ------------------------------ | ----------------------- | -------------------------- | ------------------------ |
| 1987  | 1er tour (1/32) C. Miniussi | G. Michibata B. Schultz  | —                           | —                          | 1er tour (1/32) A. Amritraj    | A. Gómez S. Živojinović | —                          | —                        |
| 1988  | —                           | —                        | 2e tour (1/16) C. Miniussi  | J. Nyström M. Pernfors     | 1er tour (1/32) J. López Maeso | A. Olhovskiy A. Volkov  | —                          | —                        |
| 1989  | —                           | —                        | —                           | —                          | 1/2 finale L. Lavalle          | R. Leach J. Pugh        | 2e tour (1/16) L. Lavalle  | J. Fitzgerald A. Järryd  |
| 1990  | —                           | —                        | 2e tour (1/16) C. Miniussi  | J. Grabb P. McEnroe        | 1/2 finale L. Lavalle          | P. Aldrich D. Visser    | 2e tour (1/16) C. Miniussi | P. Doohan L. Warder      |
| 1991  | 2e tour (1/16) C. Miniussi  | W. Masur J. Stoltenberg  | 1/2 finale L. Lavalle       | R. Leach J. Pugh           | Finale L. Lavalle              | J. Fitzgerald A. Järryd | 1/8 de finale L. Lavalle   | S. DeVries D. Macpherson |
| 1992  | 1er tour (1/32) L. Lavalle  | J. Morgan S. Stolle      | 1/8 de finale L. Lavalle    | J. Hlasek M. Rosset        | 1/8 de finale L. Lavalle       | J. Grabb R. Reneberg    | 2e tour (1/16) L. Lavalle  | T. Nijssen C. Suk        |
| 1993  | —                           | —                        | 1/8 de finale P. Albano     | S. Casal E. Sánchez        | 2e tour (1/16) P. Albano       | G. Connell P. Galbraith | —                          | —                        |
| 1994  | —                           | —                        | 1er tour (1/32) L. Lavalle  | B. Black J. Stark          | 2e tour (1/16) P. Albano       | G. Connell P. Galbraith | —                          | —                        |
| 1995  | —                           | —                        | 1er tour (1/32) K. Kinnear  | N. Kulti M. Larsson        | 1er tour (1/32) G. Muller      | S. Davis M. Lucena      | —                          | —                        |
| 1996  | 2e tour (1/16) N. Pereira   | R. Leach S. Melville     | 1/4 de finale R. Leach      | G. Forget J. Hlasek        | 1er tour (1/32) W. Black       | P. Pála P. Vízner       | —                          | —                        |
| 1997  | 1er tour (1/32) B. Shelton  | M. Petchey A. Richardson | 1er tour (1/32) N. Lapentti | T. Kronemann D. Macpherson | —                              | —                       | —                          | —                        |

N.B. : le nom du ou de la partenaire se trouve sous le résultat ; le nom des ultimes adversaires se trouve à droite.

### En double mixte
| Année | Open d'Australie              | Open d'Australie                 | Internationaux de France   | Internationaux de France  | Wimbledon | Wimbledon | US Open | US Open |
| ----- | ----------------------------- | -------------------------------- | -------------------------- | ------------------------- | --------- | --------- | ------- | ------- |
| 1996  | 1er tour (1/16) Nicole Provis | Manon Bollegraf Trevor Kronemann | Victoire Patricia Tarabini | Nicole Arendt Luke Jensen |           |           |         |         |

N.B. : le nom de la partenaire se trouve sous le résultat ; le nom des ultimes adversaires se trouve à droite.